# Rydingia limbata
Rydingia limbata là một loài thực vật có hoa trong họ Hoa môi. Loài này được (Benth.) Scheen & V.A.Albert mô tả khoa học đầu tiên năm 2007.